# Tschulyschman
Der Tschulyschman (russisch Чулышман) ist der größte Zufluss des Telezker Sees im Altai (Russland, Asien). Da die den See verlassende Bija zusammen mit dem Katun den Ob bildet, kann der Tschulyschman als einer der Quellflüsse des Ob gelten.

## Verlauf
Der 241 km lange Tschulyschman entspringt im Osten des Altai, in der Senke zwischen dem hier über 3500 m hohen Schapschalkamm und dem Tschulyschmanhochland (Чулышманское нагорье/ Tschulyschmanskoje nagorje; auch Tschulyschmanbergland, Tschulyschmanskoje ploskogorje) in der Nähe der Grenze zu Tuwa bei etwa 2300 m. In Quellnähe durchfließt er den 29,5 km² großen See Dschulukul (Джулукуль), durchquert dann das Tschulyschmanhochland in westlicher Richtung. Danach wendet sich der Fluss in nordwestliche Richtung und durchfließt – auf seiner gesamten Länge auf dem Territorium der Republik Altai – ein enges, tiefes Tal zwischen Tschulyschmanhochland und Ulaganplateau (Улаганское плато/ Ulaganskoje plato), um schließlich etwa 10 Kilometer unterhalb der einzigen Siedlung am Fluss, Balyktscha, in den Telezker See (434 m) zu münden.

## Hydrographie
Das Einzugsgebiet des Tschulyschman umfasst 16.800 km². Bei Balyktscha beträgt die mittlere Wasserführung 160 m³/s (Minimum im März mit 15,9 m³/s, Maximum im Juni mit 564 m³/s). Der Tschulyschman liefert damit 70 % der Wasserzufuhr des Telezker Sees. Im Unterlauf ist der Fluss etwa 140 m breit, 3 m tief, die Fließgeschwindigkeit beträgt 0,5 m/s. Wichtigster Nebenfluss ist der 20 Kilometer oberhalb des Telezker Sees von links einmündende Baschkaus. Andere bedeutende Nebenflüsse sind von links Bogojasch (Богояш), von rechts Usunojuk (Узуноюк), Schawla (Шавла; nicht zu verwechseln mit dem rechten Nebenfluss Schawla des Argut im zentralen Altai) und Tschultscha (Чульча).
Der Tschulyschman friert zwischen Ende Oktober und Anfang Dezember zu und wird zwischen Ende März und Anfang Mai eisfrei. Von Mai bis September führt er Hochwasser.

## Touristische Bedeutung
Mit der großen Zahl von fast über seine gesamte Länge von mehr als 200 Kilometern verteilten Stromschnellen und Wasserfälle gilt der Tschulyschman als einer der schwierigsten mit Kanu oder Schlauchboot befahrbaren Flüsse Russlands. Er ist, wie auch sein Nebenfluss Baschkaus, auf weiten Strecken des Mittellaufs in die höchste russische Schwierigkeitskategorie VI (nach internationaler Klassifikation V, stellenweise VI) eingeordnet. Trotz seines wegen der Entfernung zu bewohnten Gebieten schwer zugänglichen Oberlaufes ist er deshalb insbesondere unter russischen Kanusportlern beliebt.